# So Dark the Night
So Dark the Night est un film américain réalisé par Joseph H. Lewis sorti en 1946.

## Synopsis
Un inspecteur de police parisien, Henri Cassin, tombe amoureux de Nanette, la fille d'un aubergiste. Mais la jeune fille disparaît la nuit de leurs fiançailles et on la retrouve morte. Cassin soupçonne un ancien fiancé, Léon, mais celui-ci est également retrouvé assassiné.

## Fiche technique
- Réalisation : Joseph H. Lewis
- Scénario : Dwight V. Babcock et Martin Berkeley
- Photographie : Burnett Guffey
- Musique : Hugo Friedhofer
- Date de sortie : 1946

## Distribution
- Steven Geray : Henri Cassin
- Micheline Cheirel : Nanette
- Eugene Borden : Michaud
- Egon Brecher : docteur Boncourt
- Helen Freeman : la veuve Bridelle
- Ann Codee : Mme Michaud
- Nanette Bordeaux (non créditée)